# Amselflue
De Amselflue is een berg in de Plessur-Alpen in het Zwitserse kanton Graubünden. De berg ligt ten zuiden van de pasovergang, de Maienfelder Furgga, tussen  Arosa en Davos. Bergtoppen in de nabijheid zijn de Tiejer Flue, de Furggahorn, de Schiesshorn en de Valbellahorn.

## Galerij

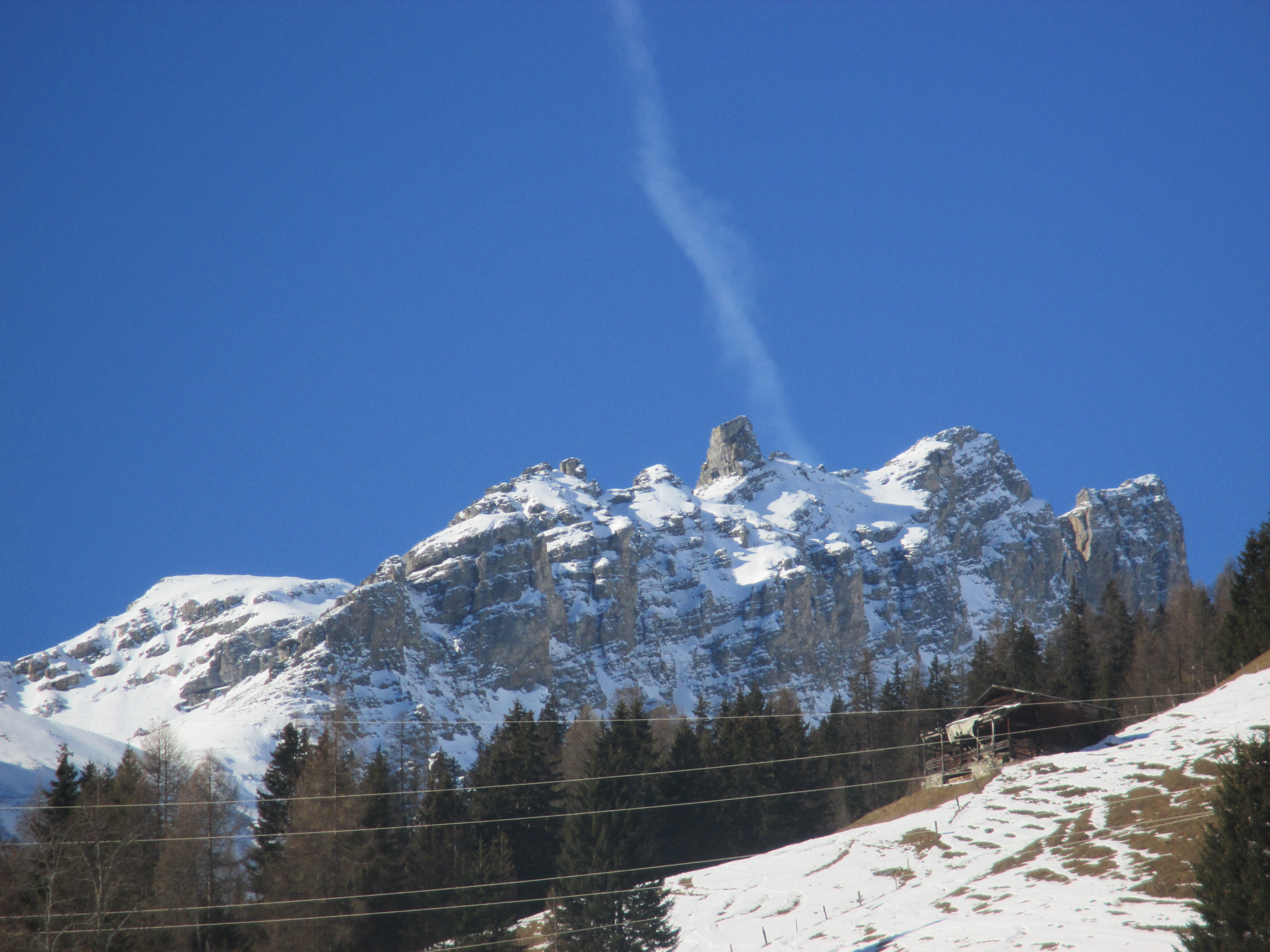
Amselflue gezien vanuit Davos .
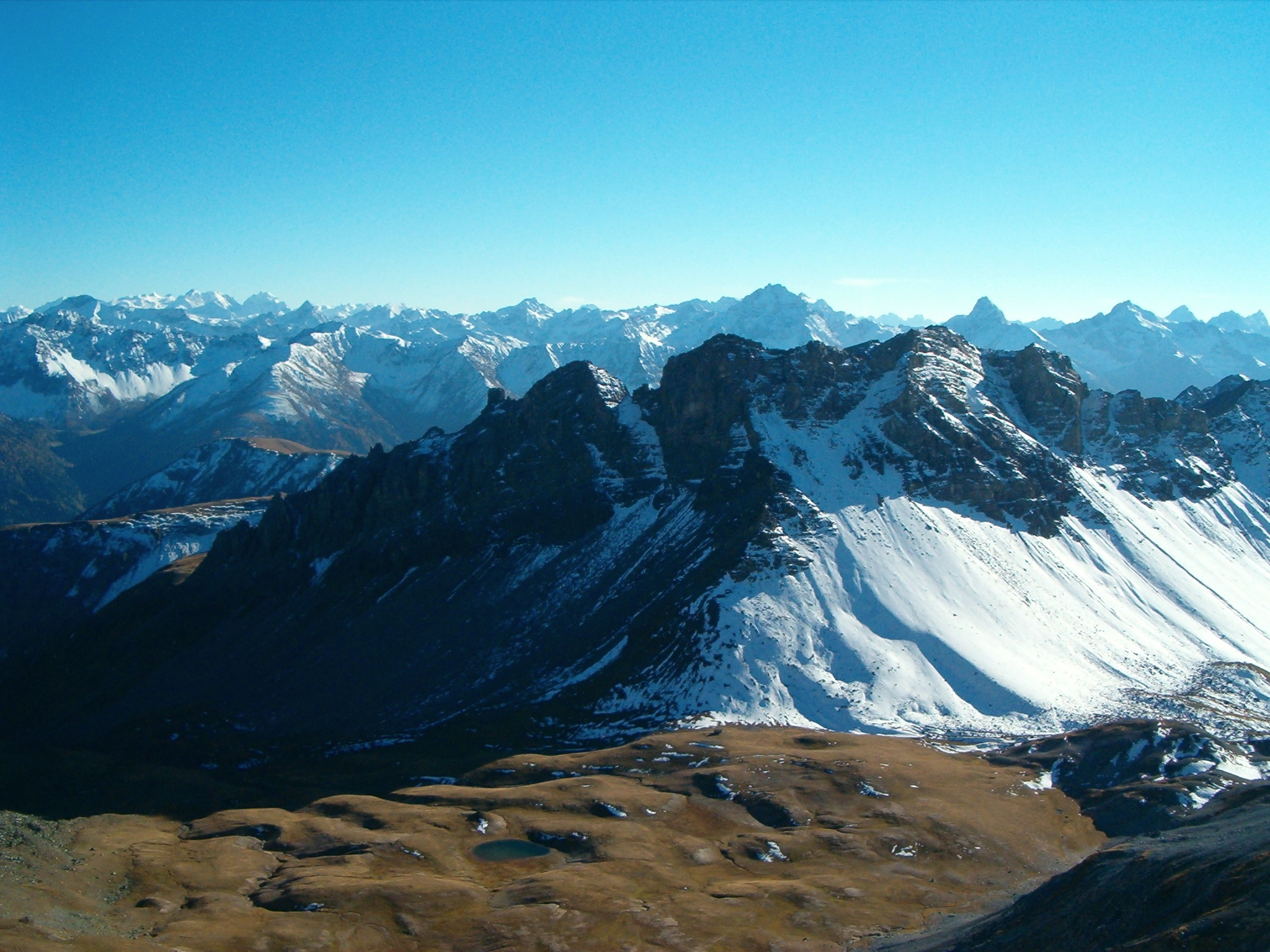
Amselflue gezien vanaf  Tiejer Flue.
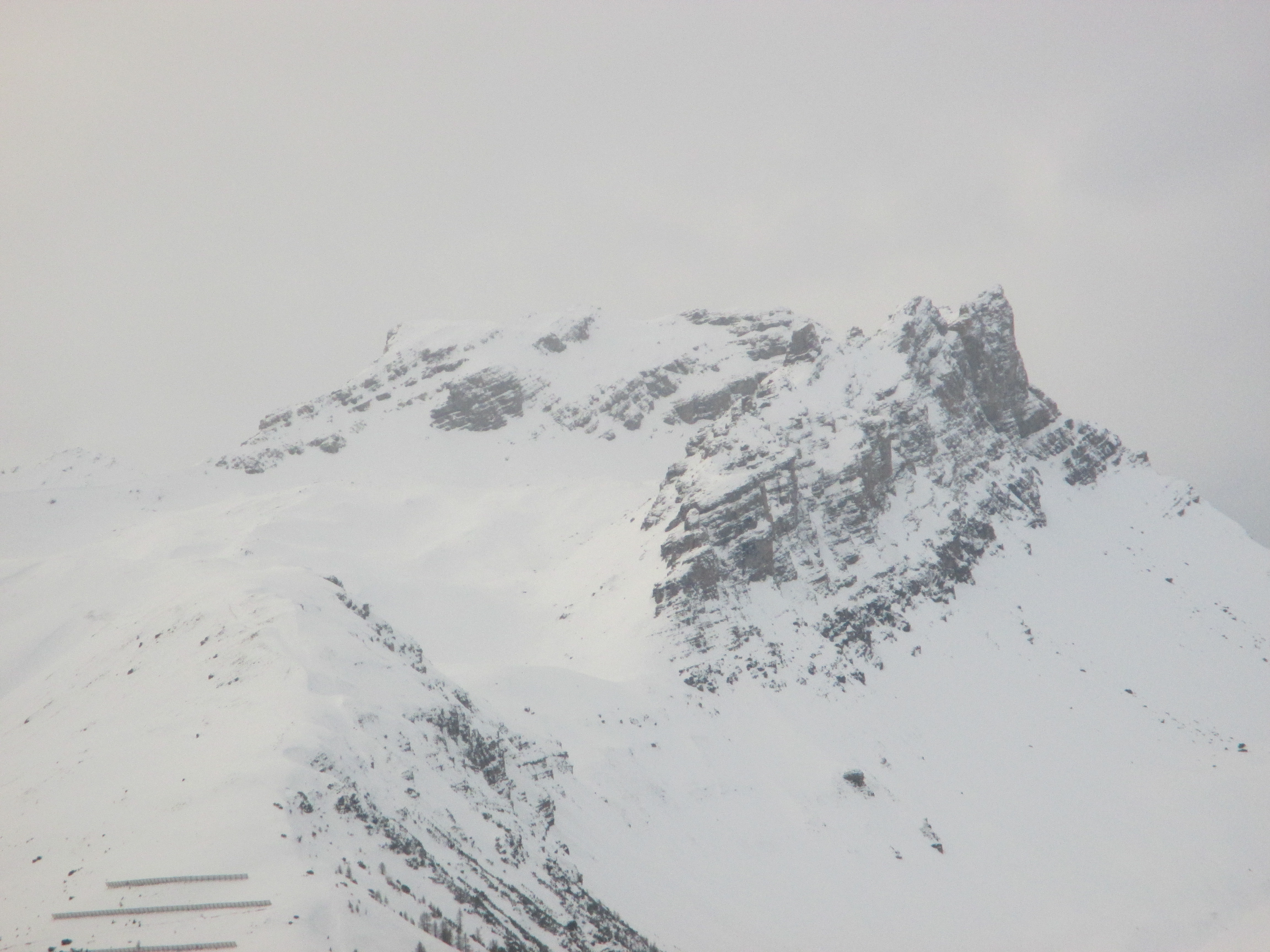
Amselflue gezien vanaf Rinerhorn.